# 포춘 고디엔

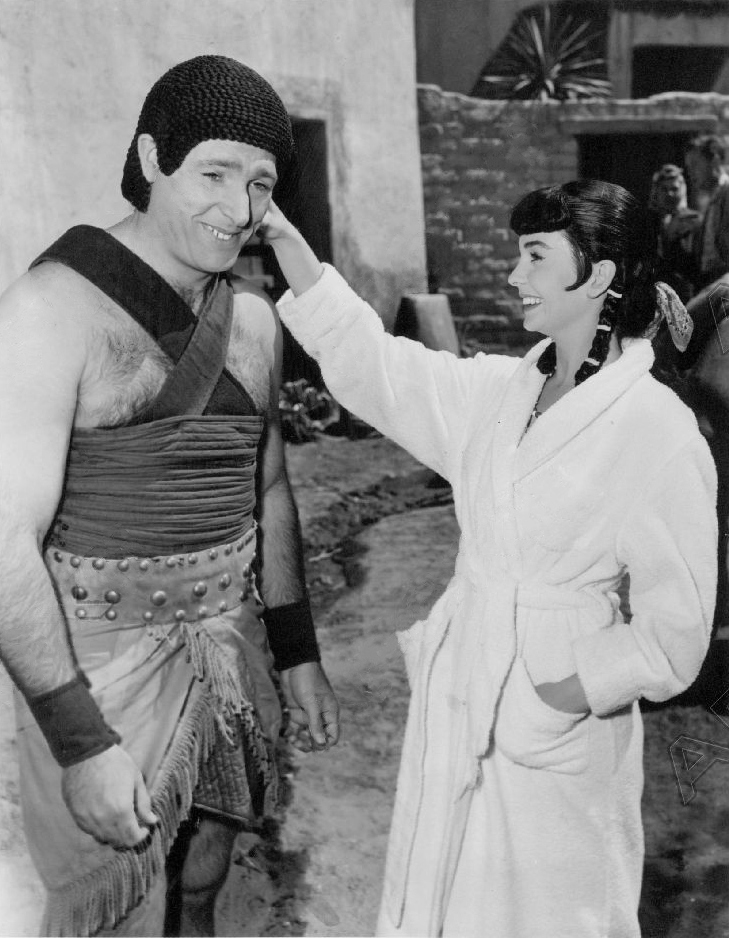
영화 디 이집션(The Egyptian)의 의상을 입은 고디엔. 1954년에 배우 진 시몬스와 함께하고 있다.

포춘 고디엔(Fortune Gordien, 본명: 포춘 에버렛 고디엔, Fortune Everett Gordien, 1922년 9월 9일 ~ 1990년 4월 10일)은 미국의 원반던지기 및 포환던지기 선수이다. 원반 던지기에서 4차례 세계 기록을 이룩했다.
국내적으로 고디엔은 6개의 AAU와 3개의 NCAA 타이틀을 거머쥐었다. 미네소타 대학교를 다녔다.